# 구마모토역
구마모토역, 또는 쿠마모토역은 (일본어: 熊本駅 구마모토에키[*]) 일본 구마모토현 구마모토시 니시구에 위치한 큐슈여객철도, 일본화물철도의 역이다. 이 문서에서는 구마모토 시 교통국의 구마모토 역 앞 정류장(일본어: 熊本駅前電停)도 함께 설명한다.

## 개요
구마모토현의 현청 소재지인 구마모토시의 중심역으로, 규슈 신칸센의 각 열차나 재래선의 특급 열차를 포함해 모든 열차가 정차한다. 또, 니시테쓰 덴진오무타 선의 연락 운수를 실시하는 최남단의 역으로, 니시테쓰 후쿠오카(덴진) 역, 니시테쓰쿠루메역 등 니시테쓰 전철 주요역까지의 연락 표를 취급하고 있다.
2011년 3월 12일, 규슈 신칸센 가고시마 루트의 전 구간 개통 및 산요 신칸센의 직결 운행으로, 고가역으로 개축되어 차량 기지도 이전했다. 또, 종래는 「동쪽 출입구」,「서쪽 출구」라고 칭하고 있던 역 출입구를 각각 「시라카와 출입구」,「신칸센 출입구」로 개칭하였다.

## 노선
JR 큐슈의 역에는 규슈 신칸센 가고시마 루트와 재래선인 가고시마 본선, 호히 본선 합계 3개 노선이 운행하고 있다. 호히 본선은 이 역이 종점이지만, 열차 운행상은 이 역을 발차하는 열차가 하행, 이 역에 도착하는 열차가 상행으로 다루어진다. 재래선으로의 이 역의 소속 노선은 가고시마 본선이다. 또, 가고시마 본선 우토 역을 기점으로 하는 삼각선의 열차가 모두 이 역을 시발・종착으로서 운행되고 있어 2011년 9월 1일부터 당역-미스미 역간에 「아마쿠사미스미 선」이라는 애칭이 사용되고 있다.
구마모토 시 교통국의 구마모토 역 앞 전차 정류장에는 간선과 다사키 선 2개 노선이 운행하고 있다. 양 노선은 A계통으로 운행되고 있다.

## 역사

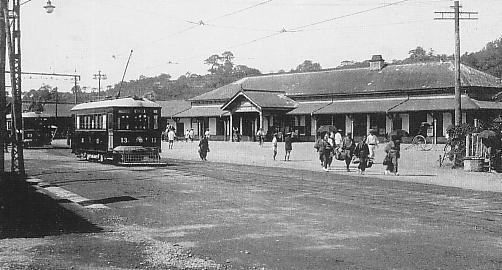
1924년의 구마모토 역 주변

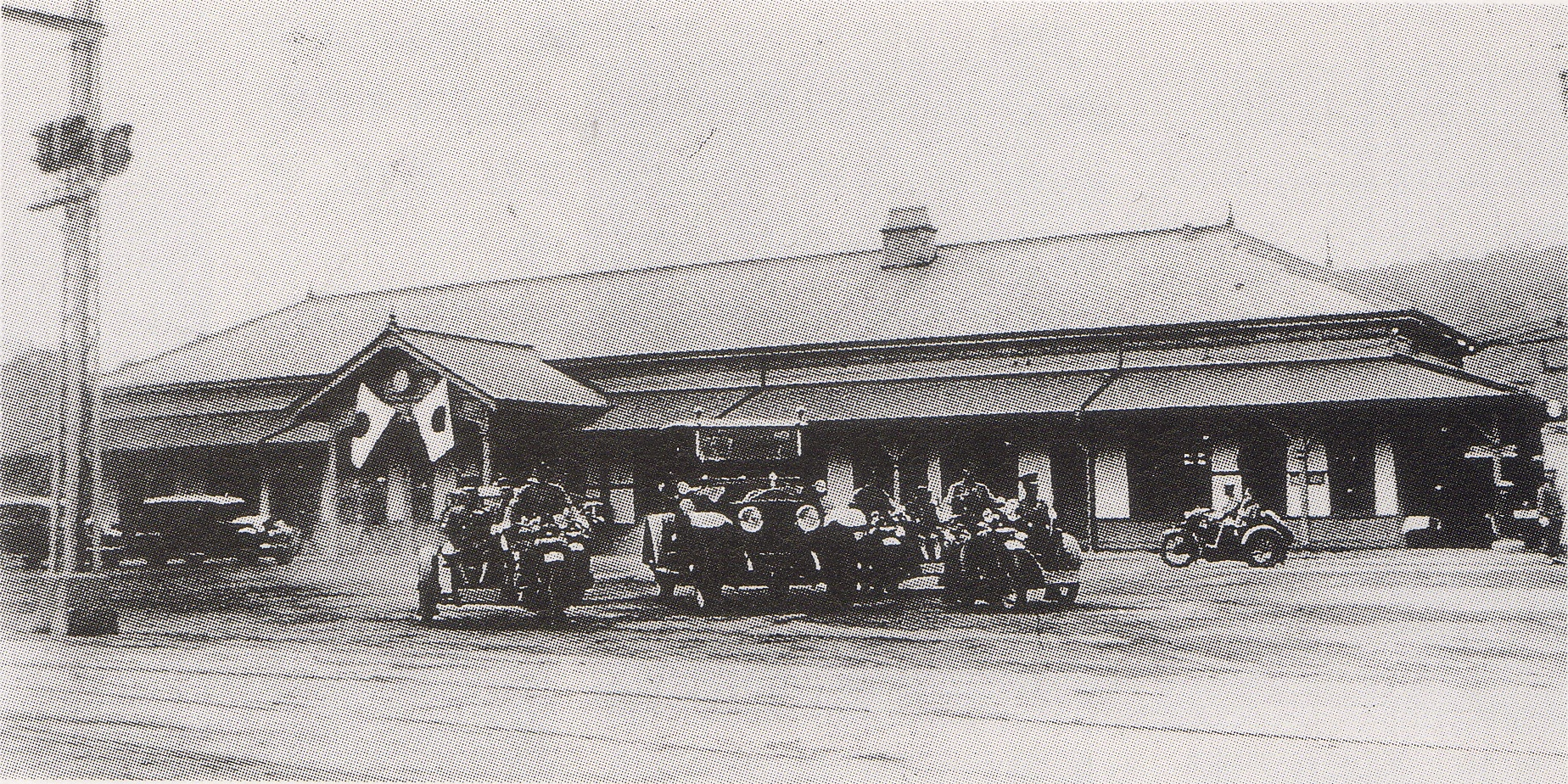
1931년경의 역사

- 1891년(메이지 24년) 4월-구마모토 기관고 설치.
  - 7월 1일-규슈 철도의 역으로서 다마나역-구마모토간의 연장과 동시에 아키타 군 가스가 촌에 개업.
- 1894년 8월 11일-규슈 철도선이 가와시리역까지 개통.
- 1907년 7월 1일-규슈 철도의 국유화에 의해 국철의 역이 된다.
- 1914년（다이쇼 3년)
  - 6월 21일-미야지 경편선(현재의 호히 본선)이 히고오즈역까지 개통.
  - 7월-북측으로 역사를 신축해 이전(현재지).
- 1924년(다이쇼 13년) 8월 1일-구마모토 시전 구마모토 역 앞-조교치마치간 및 스이젠지 선 스이도초-스이젠지간이 개통.
- 1945년(쇼와 20년) 7월 27일-공습에 의해 상행 승강장의 가건물 전소. 역사는 재해를 면했다.
- 1958년 3월-현 역사(시라카와 출입구)완공.
- 1959년 12월 24일-구마모토 시전 다사키 선 개통.
- 1987년 4월 1일-국철 분할 민영화에 의해, 국철역은 JR 큐슈・JR 화물이 계승.
- 1991년(헤세이 3년) -역사를 개수.
- 2002년 11월 2일- 1층 개찰구에 자동 개찰기를 5대 설치. 이는 구마모토 현내 처음이었다.[2]
- 2006년 9월 24일-신칸센 고가 공사와 재래선 고가 공사에 수반해 승강장 배치 대폭 개변.
- 2010년 4월 26일 - 시영전차 전차 정류장을 이전・리뉴얼
- 2011년 3월 12일-규슈 신칸센 개통.
- 2012년 12월 1일-교통 IC 카드 SUGOCA 대응 개시.

## 역 설명

### JR 큐슈
재래선은 3면 8선, 신칸센은 섬식 2면 4선의 고가역이다. 역사는 신칸센 승강장 하부와 재래선 동쪽으로 놓여져 있다. 신칸센 승강장은 8량 편성까지 대응 가능하다. 서쪽 출구와 동쪽 출입구를 묶는 지하 통로(개찰 내 자유 통로)를 갖추어 재래선의 승강장끼리는 과선교로도 연결되고 있다. 동쪽 건물 1층은 중앙 광장에서, 2층에는 과선교와 직결되는 개찰이 있다. 3층 이상은 JR 큐슈 구마모토 지사 등의 JR 큐슈 관련 기업의 업무 공간이다(역 건물).
1층 개찰 업무는 직영역으로, 마르스 단말기 및 POS 단말의 설비가 있다. 2층의 개찰 업무는 JR 큐슈 철도 영업에 업무 위탁되고 있다. 역 자동 방송이 도입되어 있다. SUGOCA는 2012년 12월 1일에 도입되었는데 재래선만 이용 가능하고, 신칸센(당역⇔고쿠라역・하카타역・신토스 역・구루메역・신야쓰시로 역간을 포함)에서는 이용할 수 없다.

#### 승강장
| 재래선 승강장 |                 |        |                             |
| 0A・0B        | ■ 호히 본선     |        | 히고오즈・아소・오이타 방면 |
| 0C            |                 |        | 임시 플랫폼                 |
| 1             | ■ 가고시마 본선 | (하행) | 야쓰시로 방면               |
| 1             | ■ 호히 본선     |        | 히고오즈・아소・오이타 방면 |
| 1             | ■ 미스미 선     |        | 스미요시・오다・미스미 방면 |
| 2             | ■ 가고시마 본선 | (상행) | 다마나・오무타・하카타 방면 |
| 2             | ■ 가고시마 본선 | (하행) | 야쓰시로 방면               |
| 2             | ■ 미스미 선     |        | 스미요시・오다・미스미 방면 |
| 3             | ■ 가고시마 본선 | (상행) | 다마나・오무타・하카타 방면 |
| 3             | ■ 가고시마 본선 | (하행) | 야쓰시로 방면               |
| 3             | ■ 호히 본선     |        | 히고오즈・아소・오이타 방면 |
| 3             | ■ 미스미 선     |        | 스미요시・오다・미스미 방면 |
| 4             | ■ 호히 본선     |        | 히고오즈・아소・오이타 방면 |
| 4             | ■ 미스미 선     |        | 스미요시・오다・미스미 방면 |
| 5             | ■ 가고시마 본선 | (상행) | 다마나・오무타・하카타 방면 |
| 5             | ■ 가고시마 본선 | (하행) | 야쓰시로 방면               |
| 5             | ■ 호히 본선     |        | 히고오즈・아소・오이타 방면 |
| 신칸센 승강장 |                 |        |                             |
| 11・12        | 규슈 신칸센     | (상행) | 하카타・신오사카 방면       |
| 13・14        | 규슈 신칸센     | (하행) | 가고시마 중앙 방면          |

재래선 특급 등의 승강장
| 열차명            | 행선지                                              | 승강장 | 비고                      |
| ----------------- | --------------------------------------------------- | ------ | ------------------------- |
| 구마가와 호       | 히토요시역                                          | 1・3   |                           |
| 규슈 횡단 특급    | 히토요시역                                          | 0A     |                           |
| 규슈 횡단 특급    | 벳푸역                                              | 3      |                           |
| 아소 보이! 호     | 아소・미야지역                                      | 5      | 부정기 운행 전좌석 지정석 |
| SL 히토요시 호    | 히토요시                                            | 5      | 부정기 운행 전좌석 지정석 |
| 'A 열차로 가자'호 | 미스미역                                            | 4      | 부정기 운행 전좌석 지정석 |
| 슈퍼 오렌지 호    | （히사쓰 오렌지 철도선 직통） (미나마타 방면)이즈미 | 3      | 토·일요일·공휴일만 운행   |

- 열차 도착의 지연이나 출입고 등의 형편에 의해 다른 경우가 있다.
- 일부의 열차는 토·일요일·공휴일 운휴 또는 토·일요일·공휴일만 운행하는 것이 있다.
- 규슈 신칸센은 이 선 남쪽으로 나아가면 구마모토 종합 차량소가 있어 당역 시발・종착 열차도 많다.

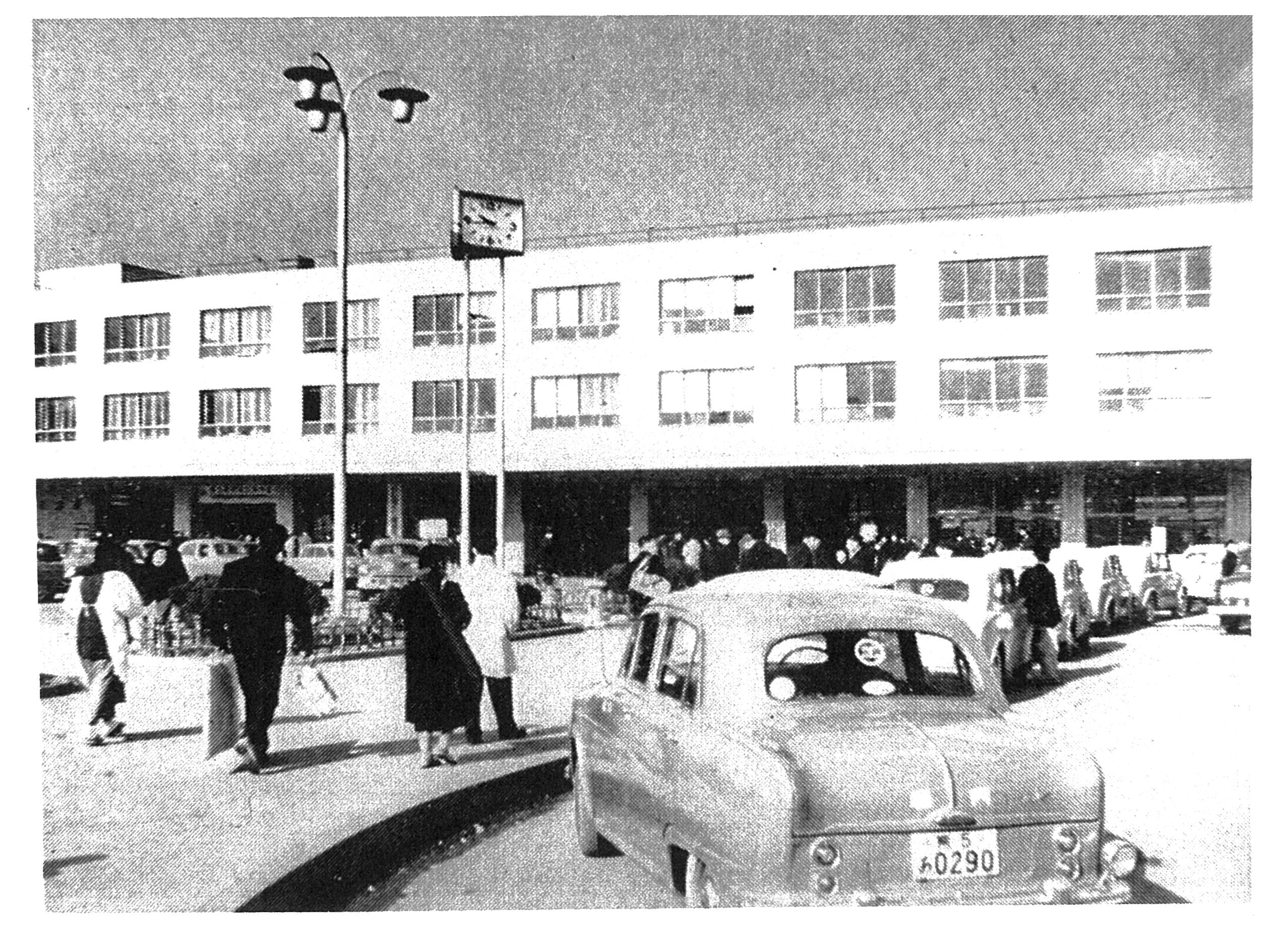
시라카와구치 역사(1958년)
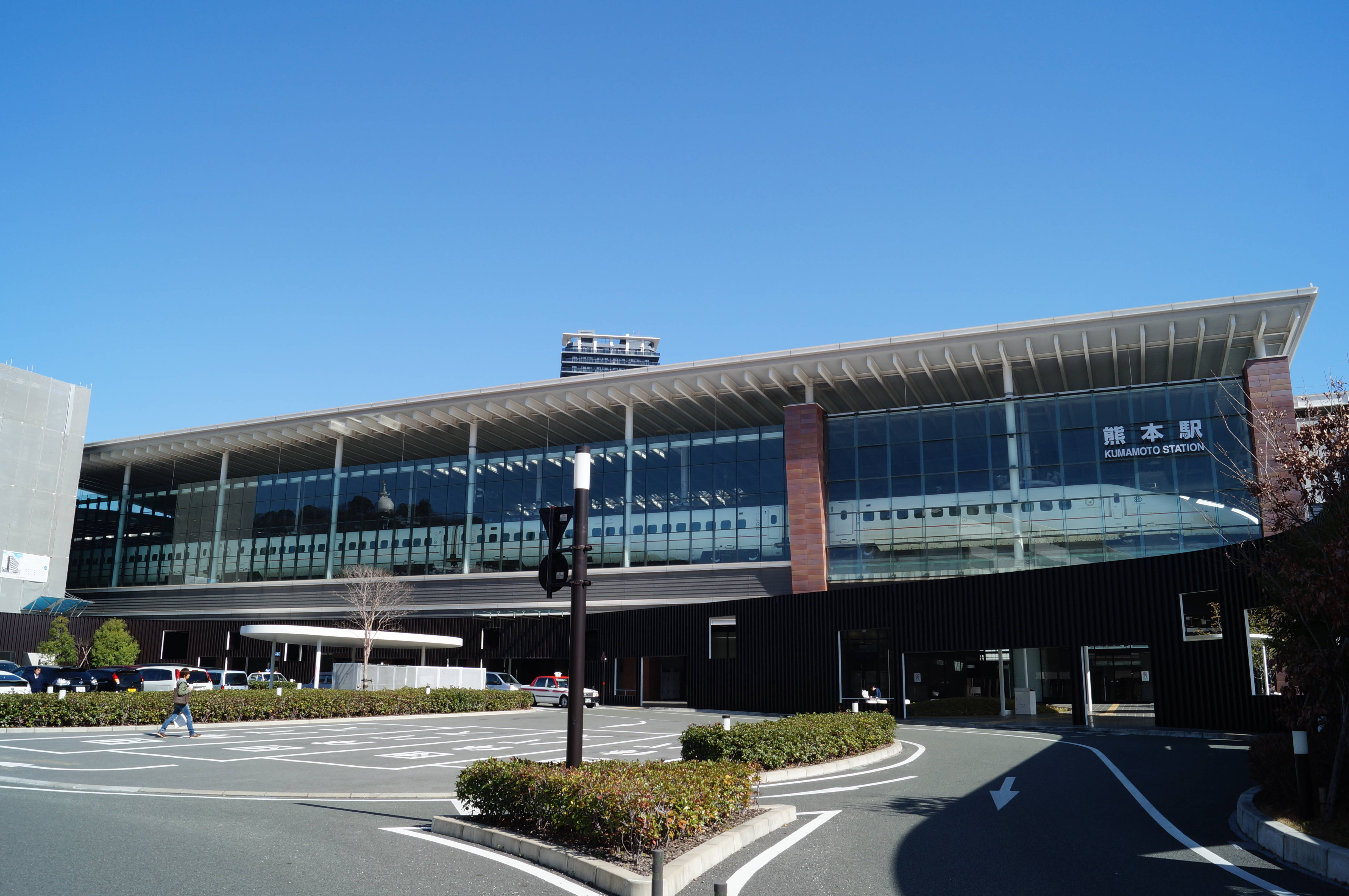
신칸센구치 역사와 역 앞 광장
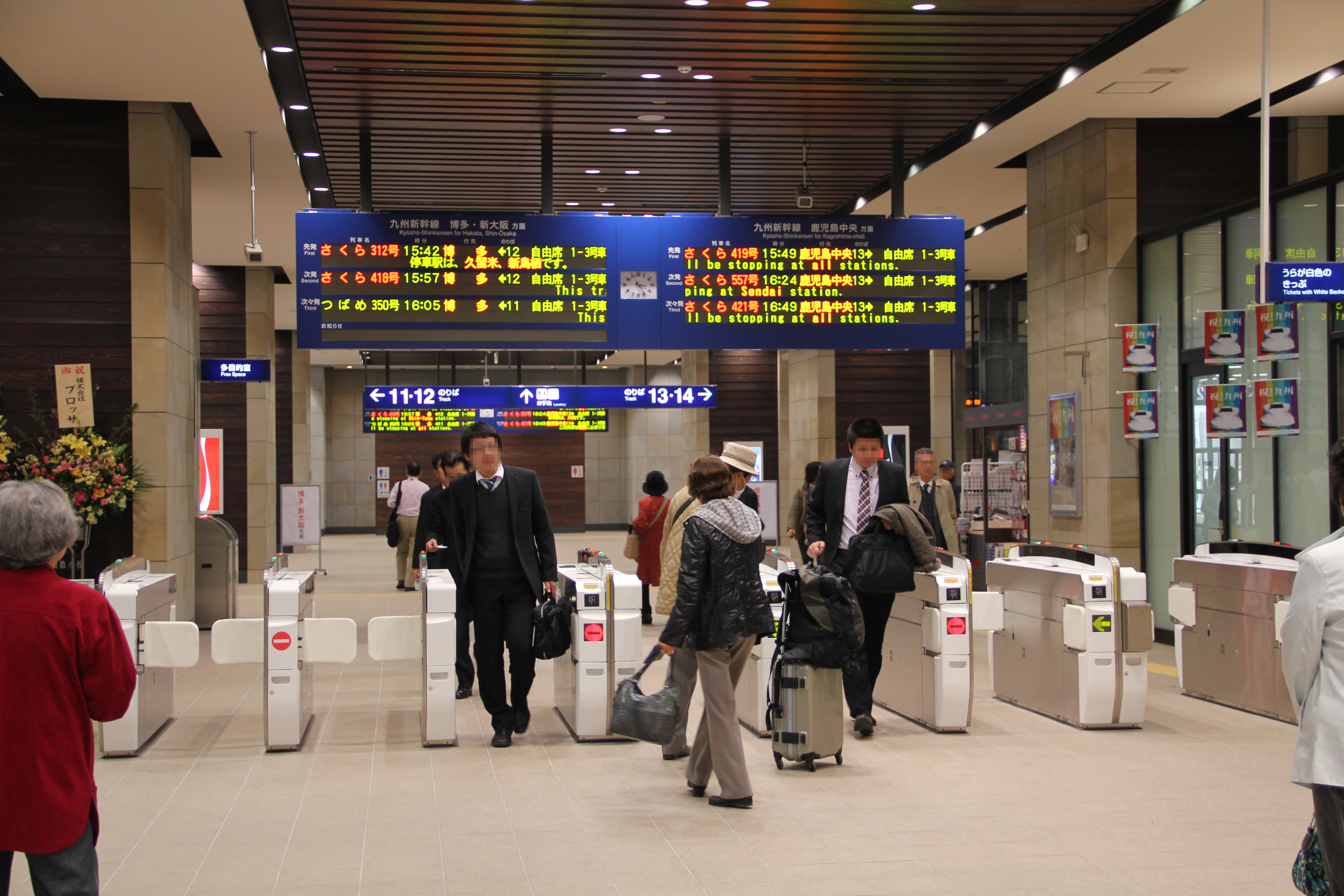
서쪽 출구 측에 있는 신칸센 개찰구
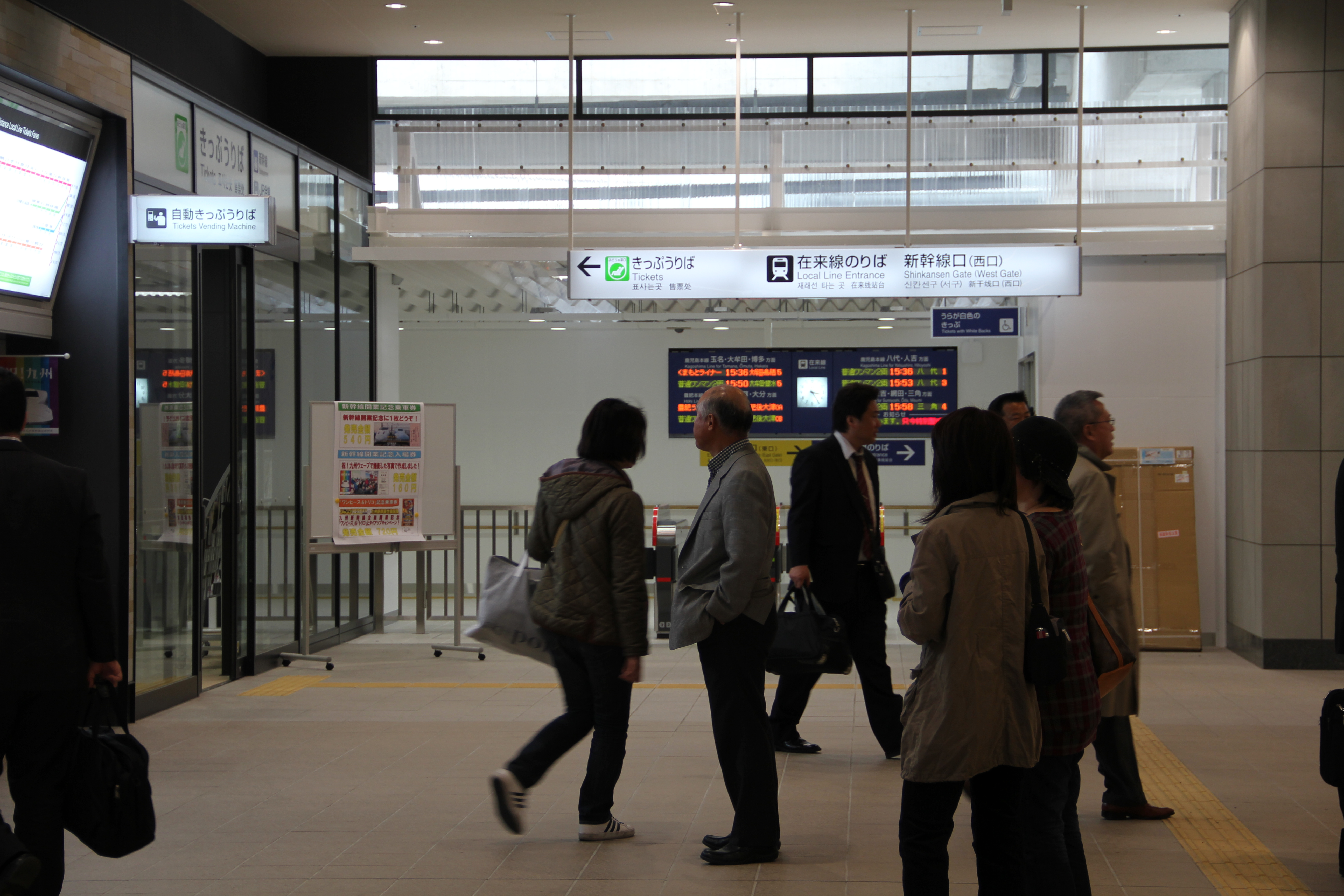
서쪽 출구의 재래선 및 신칸센 겸용 개찰구
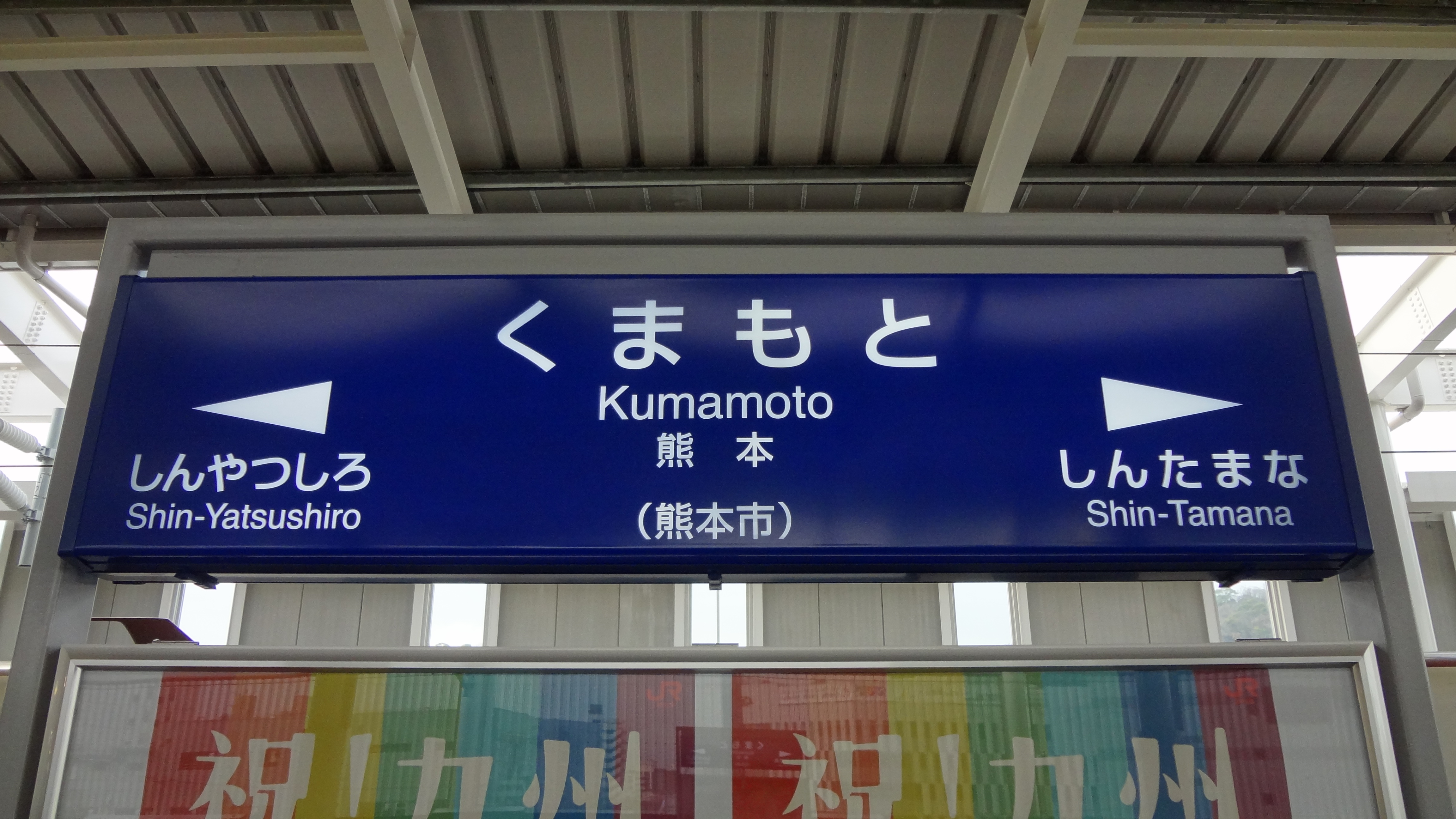
규슈 신칸센 승강장의 역명판

#### 고가화 사업에 의한 승강장 변경
이전의 구마모토 역은 단식 승강장 1면과 섬식 승강장 2면이었다. 단식 승강장(1번 승강장)은 개찰과 연결되어 있었으며 야쓰시로쪽에 승강장을 2선 마련해 각각 0번 A・B 승강장으로 하고 있었다. 2면의 섬식 승강장은 개찰 앞쪽부터 순서대로 2・3번 승강장, 4・5번 승강장으로 하고 있었다.
2006년 9월 24일부터 신칸센 고가 공사와 재래선 고가 공사가 개시되었기 때문에, 승강장의 변경이 실시되었다. 주된 변경점은 이하와 같다.
- 구 4・5번 승강장→폐지 후 철거.
- 구 2・3번 승강장→구 2번 승강장을 3번 승강장으로, 구 3번 승강장을 5번 승강장으로 변경 후, 신 3번 승강장의 야쓰시로쪽에 선을 마련해 이것을 신 4번 승강장으로 한다.
- 1번 승강장의 남쪽을 일부 깎아, 신 3번 승강장과의 사이에 간이 승강장을 설치해, 이것을 신 2번 승강장으로 한다. 0・1번 승강장, 3 - 5번 승강장과 2번 승강장을 연락하는 과선교를 설치.
- 0번 A・B승강장에 관해서는 변경 없음.
- 승강장 변경 상세 도 참조.

2009년 1월 17일의 역 개장에 의해, 0번 A・B 승강장의 안쪽에 0번 C 승강장이 설치되었다.

#### 기타 사항
- 도도부현청 소재지 역 중에서 유일하게, 역명판이 모두 구 국철형식의 역이었지만, 2006년 9월 24일에 승강장의 변경이 실시됨에 따라 모든 승강장에는 JR 큐슈 사양의 역명판이 설치되었다.
- 역명판의 일러스트는 당역에 설치되어 있는 역 스탬프와 같은 디자인이 되고 있다.
- 신칸센구치에는 지하수 도시를 상징하는 친수 시설이 있다.

### JR 화물
JR 화물의 역은 여객역(JR 큐슈)의 남방 약 1.3 km 지점인 구마모토시 니시구 렌다이지 6초메 1-13에 위치한다. 여객역과는 별도로 발착선을 갖추고 있어 호히 본선에서 진입할 수 없다. 또, 역 구내에는 영업 창구인 JR화물 구마모토 영업 지점도 놓여져 있다.
컨테이너 승강장 부근은 서쪽에서 상행 본선, 구마모토 차량 센터, 하행 본선, 발착선 4개, 컨테이너 승강장의 순서로 줄지어 있다. 컨테이너 승강장은 3면(중 1면은 임시승강장 형태), 하역선은 5개 있어, 가장 동쪽의 발착선 1개만 발착선 하역 방식(E&S방식)을 채용하는 발착 하역선이 되고 있다.
하행 열차(야쓰시로역 방면)는 1일 5개 정차한다. 당역 종착의 열차는 1개만 있다. 상행 열차(도스 화물 터미널역 방면)는 1일 6개 정차하며, 그 중 1개가 당역 종착, 1개가 당역 시발이 되고 있다. 행선지는 도쿄 화물 터미널역이나 나고야 화물 터미널역, 우메다역 등이다.

#### 취급하는 화물
- 12 ft、20 ft・30 ft 대형 컨테이너, 20 ft ISO 규격 해상 컨테이너를 취급한다.
- 산업 폐기물・특별 산업 폐기물의 취급 허가를 얻고 있다.

### 구마모토 시 교통국

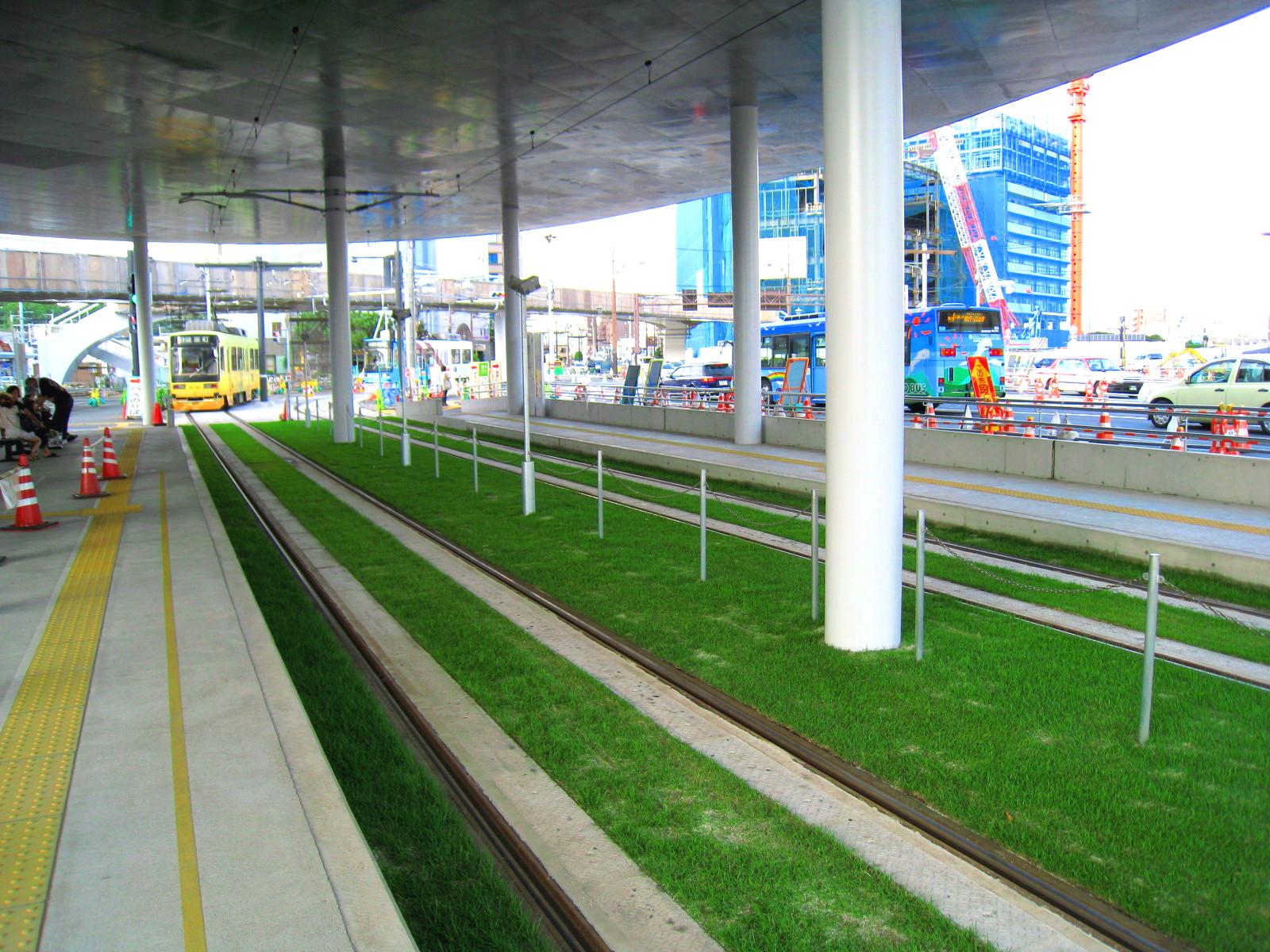
승강장의 모습

전차 정류장은 동쪽 출입구 광장에 있으며, 2면 2선의 구조이다. 역 앞의 교통량이 많기 때문에, 이전부터 일단 차도와 근접해 따로 된 구조였지만, 2010년 4월 26일부터 당역에서 다사키바시까지 사이드 리져베이션이 되어, 승강장은 차도와는 완전히 따로 되어 있다. 중심 시가지 방면으로의 승강장은 광장과 일체화하고 있다. 또, JR 역사로부터 시영전차 상하선의 양 승강장까지가, 구름을 이미지 한 지붕으로 덮여 있다(일부의 팬으로부터 빅 주걱이라는 이름으로 불리고 있다).
다사키바시 방면에는 회차 설비가 있다. 겐군마치 방면의 차량은 출발 시각이 되면 발차 후, 수 미터 앞으로 간 뒤 신호 대기를 한다. 신호 대기 중일 때 승차는 할 수 없다.

#### 승강장
- A계통：가라시마초・도리초스지・겐군마치 방면(JR 역사측)
  - 다사키바시 방면(도로측)

다사키바시 행의 경우, 운행 상황에 따라서는 여기서 종착하는 전차도 있어, 선행하는 전철로 갈아타야 하는 경우가 있다.

## 이용 상황
2012년도의 1일 평균 승차 인원은 12,774명이다. 역 취급 수입은 82억 3800만엔(2011년도)으로, JR 큐슈의 역으로서는 하카타, 가고시마 중앙에 뒤잇는 제 3위(산요 신칸센의 하카타역, 고쿠라역은 JR 서일본 관할)이지만, 승차 인원은 7위이다.
매년도의 승차 인원은 아래 표대로(JR 큐슈만). 최신 연도만 JR 큐슈 공식 사이트 게재의 데이터, 그 이외는 「구마모토시 통계서」에 따른다.
| 연도   | 1일 평균 승차 인원 | 증감률 |
| ------ | ------------------ | ------ |
| 1976년 | 13,529             |        |
| 1977년 | 13,496             | -0.2%  |
| 1978년 | 12,759             | -5.5%  |
| 1979년 | 11,358             | -11.0% |
| 1980년 | 10,750             | -5.3%  |
| 1981년 | 10,138             | -5.7%  |
| 1982년 | 10,114             | -0.2%  |
| 1983년 | 10,872             | +7.5%  |
| 1984년 | 10,456             | -3.8%  |
| 1985년 | 10,671             | +2.1%  |
| 1986년 | 10,870             | +1.9%  |
| 1987년 | 9,862              | -9.3%  |
| 1988년 | 9,436              | -4.3%  |
| 1989년 | 10,362             | +9.8%  |
| 1990년 | 12,172             | +17.5% |
| 1991년 | 12,597             | +3.5%  |
| 1992년 | 13,228             | +5.0%  |
| 1993년 | 13,276             | +0.4%  |
| 1994년 | 13,324             | +0.4%  |

| 연도   | 1일 평균 승차 인원 | 증감률 |
| ------ | ------------------ | ------ |
| 1995년 | 13,113             | -1.6%  |
| 1996년 | 13,023             | -0.7%  |
| 1997년 | 12,710             | -2.4%  |
| 1998년 | 12,307             | -3.2%  |
| 1999년 | 11,870             | -3.5%  |
| 2000년 | 11,502             | -3.1%  |
| 2001년 | 11,266             | -2.0%  |
| 2002년 | 11,132             | -1.2%  |
| 2003년 | 10,868             | -2.4%  |
| 2004년 | 10,660             | -1.9%  |
| 2005년 | 10,550             | -1.0%  |
| 2006년 | 10,447             | -1.0%  |
| 2007년 | 10,364             | -0.8%  |
| 2008년 | 10,547             | +1.8%  |
| 2009년 | 9,960              | -5.6%  |
| 2010년 | 10,307             | +3.5%  |
| 2011년 | 12,434             | +20.6% |
| 2012년 | 12,774             | +2.7%  |

## 역 주변

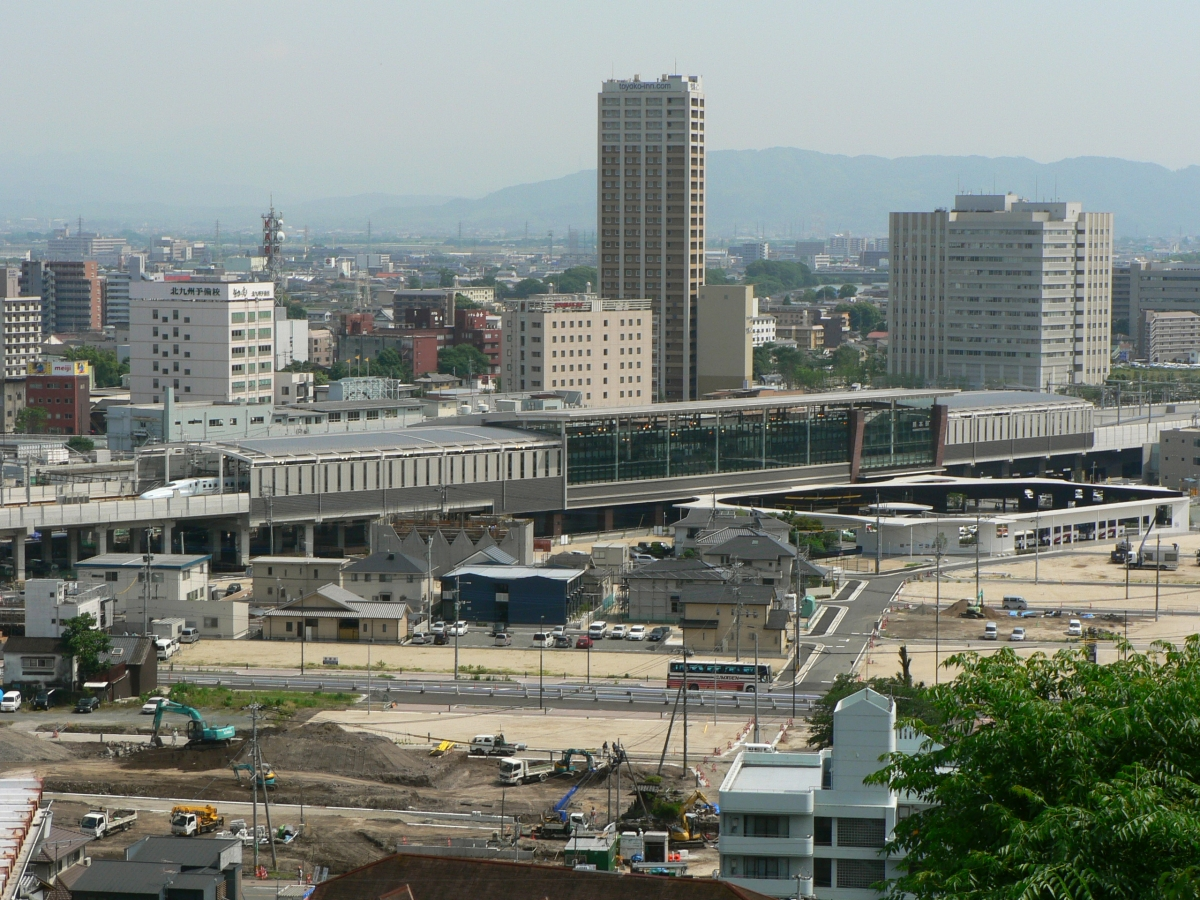
하나오카 산에서 본 구마모토 역(2011년)

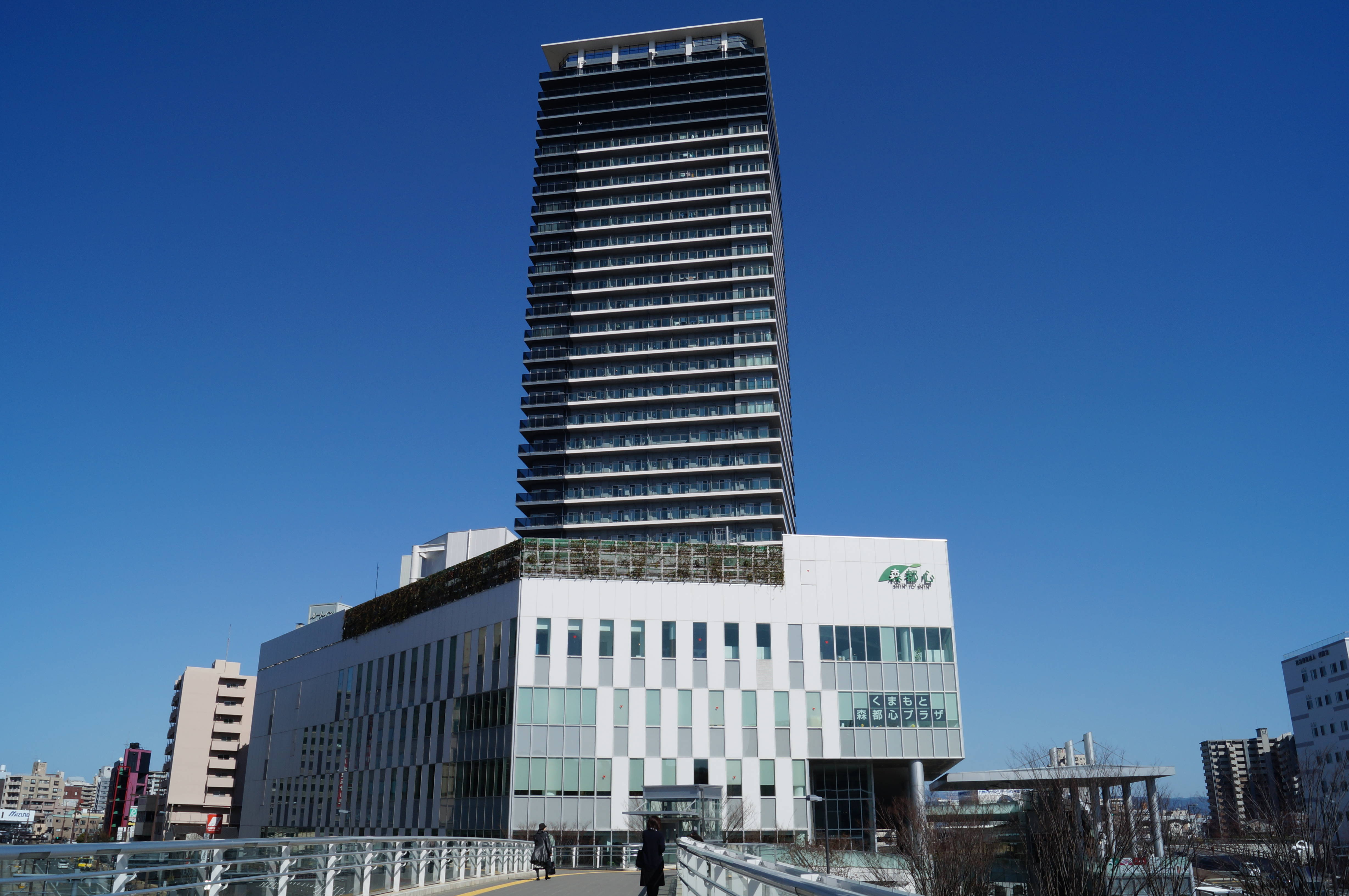
구마모토 신도심 플라자

현재 주변 정비 사업이 진행 중이다.

### 시라카와 출입구(시라카와구치)
- 호텔 뉴 오타니 구마모토
- JR 큐슈 호텔 구마모토
- 도요코인 구마모토 역 앞
- 기타큐슈 예비교
- 요요기 제미날
- 더(The)구마모토 타워
- 쓰보이가와 강
- 시라카와 강
- 구마모토 신도심 우체국
- 구마모토 아사히 방송
- 기타오카 신사
- 구마모토 ANA 뉴 스카이 호텔
- 구마모토 현도 28호선 구마모토타카모리 선
- 구마모토 현도 22호선 구마모토 정거장 선
- 구마모토 시립 고후쿠 소학교

### 신칸센 출입구(신칸센구치)
- 구마모토 시립 가스가 소학교
- 하나오카 산
- 기타오카 자연공원
- 다사키 산요 자동차 학교
- 다사키혼마치 우체국